# Іванісово (Сафоновський район)
Іванісово (рос. Иванисово) — присілок Сафоновського району Смоленської області Росії. Входить до складу Василівського сільського поселення.
Населення — 24 особи (2007 рік). 